# Bartolomeu Jacinto Quissanga
Bartolomeu Jacinto Quissanga (Luanda, 23. studenog 1991.), poznatiji kao Bastos, je angolski nogometaš koji trenutačno igra za talijanski nogometni klub S.S. Lazio i angolsku nogometnu reprezentaciju. Za angolsku reprezentaciju je odigrao preko 25 utakmica. Bastos je u srpnju 2013. godine potpisao trogodišnji ugovor s ruskim Rostovom. Potom je angolski branič prešao u rimski S.S. Lazio nakon tri godine. Za Angolu je Bastos debitirao u listopadu 2011. godine protiv Liberije. Izbornik Crnih Antilopa je Bastosu dao priliku u produžetku prijateljske utakmice.